# Kalbensteinberg
Kalbensteinberg è una frazione di Absberg, città tedesca del Circondario di Weißenburg-Gunzenhausen in Baviera, e sede di parrocchia civile.

## Geografia
Si trova nel nord del circondario di Weißenburg-Gunzenhausen, nella zona dei laghi in Baviera, quattro chilometri circa a nordovest di Absberg, a un'altezza di circa 489 metri s.l.m. A sud della località nasce lo Igelsbach. Nei dintorni sorgono alcuni corsi d'acqua dall'Erlbach. Kalbensteinberg si trova vicino al confine con Haundorf e il Circondario di Roth. La località è attraversata dalle strade circondariali WUG 21 e WUG 22. A sudovest della località si eleva il Reckenberg (518,7 metri s.l.m.)

## Storia
Kalbensteinberg è stata citata per la prima volta nel 1247; una menzione del 1194 va assegnata alla vicina località di Gräfensteinberg. La storia iniziale non è chiara.
Come dote della cittadina di Abenberg Diemutha una parte della località passò di proprietà all'Abbazia di Roggenburg, presso Nuova Ulma. Nel 1412 l'abbazia vendette la sua proprietà ai conti di Oettingen.
Da questi passarono gli ex poderi di Roggenburg, ancora nello stesso anno, alla famiglia Stromer von Reichenbach e nel 1437 ai Rieter von Kornburg, che dal 1600 fino alla loro estinzione, nel 1753, ne furono proprietari. Kalbensteinberg passò quindi all'Ospedale di Santo Spirito di Norimberga, dopo di che passò alla Città libera imperiale di Norimberga. Dopo il passaggio al Regno di Prussia, avvenuto nel 1971, nel 1806, insieme alle regioni del Principato di Ansbach, fu integrata nel nuovo Regno di Baviera. Nel corso della riforma territoriale della Baviera, l'ex indipendente Kalbensteinberg, insieme al quartiere di Igelsbach, fu incorporata il 1º maggio 1978 in Absberg.

## Cultura e monumenti
Kalbensteinberg è soprattutto nota per la sua frutticoltura. Mirabile è la fioritura dei ciliegi che ha il suo culmine alla fine di aprile con la festa della fioritura dei ciliegi il 1º maggio. A metà di luglio c'è la raccolta delle ciliegie, con la festa annuale della ciliegia.
Da Kalbensteinberg passa uno degli storici cammini per Santiago de Compostela.
La chiesa evangelica di Santa Maria e San Cristoforo fu costruita tra il 1464 e il 1488. Verso il 1610 essa subì una radicale ristrutturazione che l'ha trasformata come si vede oggi.

## Infrastrutture e trasporti
La Bundesstraße 466, che collega Gunzenhausen con Schwabach, passa due chilometri a ovest.